# Idiocera (Idiocera) coheriana
Idiocera (Idiocera) coheriana is een tweevleugelige uit de familie steltmuggen (Limoniidae). De soort komt voor in het Oriëntaals gebied.